# China Journalism Yearbook
Das China Journalism Yearbook, chinesisch Zhong guo xin wen nian jian (Langzeichen 中國新聞年鑑; Kurzzeichen 中国新闻年鉴) ist das seit 1982 erscheinende Jahrbuch für Journalismus in China. Das in englischer Sprache auch Chinese Press Almanac und China News Annual oder auch Yearbook of Chinese Journalism genannte Periodikum erschien bisher stets in der chinesischen Hauptstadt Peking; zeitweilig bei Zhong guo xin wen nian jian she, 1984 bei Ren min ri bao chu ban she, 1985 bei Zhong guo xin wen chu ban she und ab 1986 bei Zhong guo she hui ke xue chu ban she.